# Мерсісайд
Мерсісайд (англ. Merseyside, МФА /ˈmɝːzisaɪd/) — метропольне та церемоніальне графство у регіоні Північно-Західна Англія, Англія, Велика Британія. Графство охоплює обидва береги затоки Мерсі та складається з метропольних районів (боро): Ноуслі, Сент-Геленс, Сефтон, Віррал та місто Ліверпуль.

## Географія
Мерсісайд розташований в регіоні Північно-Західна Англія. Територія Мерсісайду розділена надвоє лиманом річки Мерсі. На півночі та північному сході Мерсісайд межує з церемоніальними графствами Ланкашир та Великий Манчестер, на  півдні та південному сході з Чеширом. Загальна площа — 644.9 км².

## Історія
Церемоніальне графство Мерсісайд було утворене 1 квітня 1974 року, відповідно до Закону про місцеве самоврядування 1972 року, шляхом об'єднання територій, що раніше адміністративно належали до Ланкаширу та Чеширу.

## Демографія
Населення, станом на 2011 рік, налічувало 1 381 189 осіб.

## Адміністративний поділ
| На мапі | Метрополітенське боро | Адміністративний центр |
| ------- | --------------------- | ---------------------- |
|         | Віррал                | Волласі                |
|         | Сіті-оф-Ліверпуль     | Ліверпуль              |
|         | Ноуслі                | Гайтон (Мерсісайд)     |
|         | Сент-Геленс           | Сент-Геленс            |
|         | Сефтон                | Бутл та Саутпорт       |

## Персоналії
- Домінік Персел — австралійський актор, більшість ролей зіграв в Сполучених Штатах.
- Стівен Джерард — футболіст, колишній капітан Ліверпуля, з яким вигравав Лігу Чемпіонів, Кубок Уєфа, Кубок Англії, Кубок Ліги, Суперкубок УЄФА та Суперкубок Англії.

## Цікаві місця

### Ліверпуль
- Енфілд (Стадіон ФК Ліверпуль)
- The Cavern Club
- Гудісон Парк (Стадіон ФК Евертон)
- Галерея мистецтв Вокера

### Віррал
- Художня галерея леді Левер